# Odo I van La Marche
Odo I van La Marche (overleden in 1098) was van 1091 tot 1098 graaf van La Marche. Hij behoorde tot het huis Périgord.

## Levensloop
Odo I was de tweede zoon van graaf Bernard I van La Marche en diens echtgenote Amelia. Rond het jaar 1081 kreeg hij van zijn oudere broer Adelbert II de regio rond Limoges als eigen regeringsgebied.
Na de dood van zijn neef Boso III in 1091 was het de bedoeling dat diens zus Almodis hem zou opvolgen als gravin van La Marche. Omdat Almodis zich in Engeland bevond, besloot de adel echter om Odo tot de nieuwe graaf van La Marche te benoemen.
Rond 1098 stierf Odo, waarna zijn nicht Almodis en haar echtgenoot Rogier Poitevin hem opvolgden als graven van La Marche. Hij was ongehuwd en kinderloos gebleven.